# Emanuele Taglietti

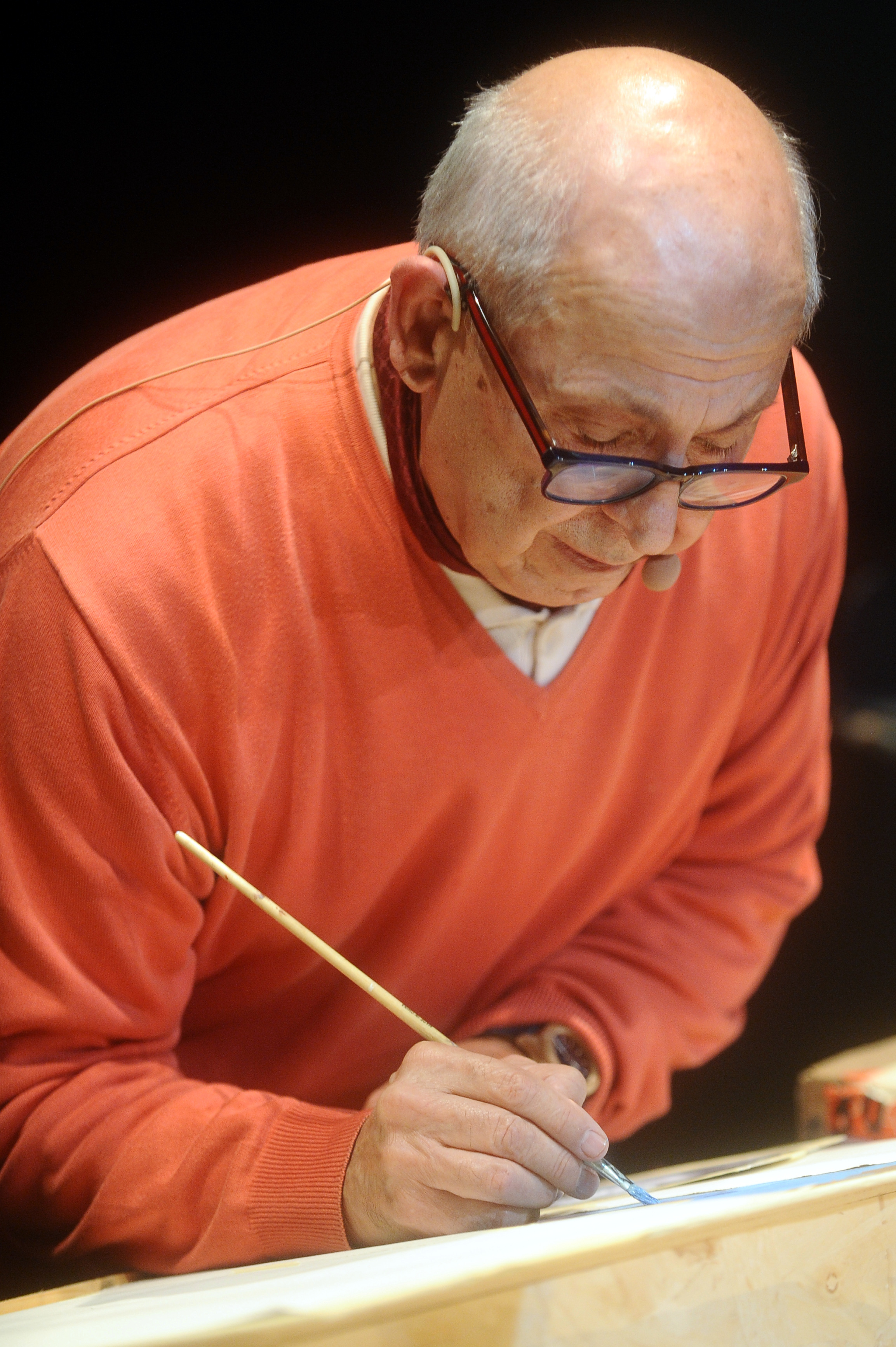
Emanuele Taglietti a Lucca Comics & Games 2018

Emanuele Taglietti (Ferrara, 6 gennaio 1943) è uno scenografo, illustratore e pittore italiano.

## Biografia
Nato a Ferrara il 6 gennaio del 1943, da padre pittore, si diploma all'Istituto d'arte della sua città, trasferendosi poi a Roma dove studia scenografia al Centro sperimentale di cinematografia.
Nei primi lavori cinematografici fu accreditato con il cognome della madre, Benazzi, che in seguito verrà affiancato da quello paterno, con il quale diverrà famoso tanto da essere conosciuto e apprezzato in tutto il mondo.
Nel 1973, stanco del cinema, tornò a vivere nella sua città natale. Su consiglio dell'amico Dino Leonetti dello studio omonimo, entra in contatto con Renzo Barbieri dell'Edifumetto, per il quale avrebbe lavorato come copertinista di albi a fumetti erotici fino al 1988, sviluppando, sotto l'ispirazione di artisti come Frank Frazetta e Averardo Ciriello (particolarmente ammirato per l'abilità nell'utilizzo della tempera e per la plasticità degli incarnati), un personale approccio allo stile pittorico allora in voga, e dimostrando notevoli abilità ritrattistiche. Di questo periodo, vanno ricordate almeno le copertine realizzate per Fiabe Colorate, Sexy Favole, Sexy Favole Doppie, Playcolt, Zora la vampira, Belzeba, Cimiteria, Fata Turchina, Vipera bionda, Sukia, Ulula, Moschettiera, la Poliziotta, Mafia, 44 Magnum, Fox.
Lo stile estremamente realistico, la dote innata di sintetizzare le storie più svariate in un'unica scena rappresentativa, come fosse una fotografia, fecero di Emanuele un artista unico nel suo genere.
Per nulla intimorito dal carico di lavoro, a questa attività ne aggiunse altre: l'insegnamento della pittura nel suo vecchio Istituto d'arte, il restauro di quadri antichi e la collaborazione saltuaria, come illustratore, per alcune riviste per conto di due importanti case editrici quali la Mondadori e la Rizzoli.
Dopo aver lasciato l'Edifumetto nel 1988 (ultima copertina fu per il n. 12 di Scandali),iniziò a dedicarsi alla pittura ad olio e a tenere anche un corso serale di decorazione e conservazione della pittura murale all'Ente Unitario Scuola Professionale Edile (Euspe) di Ferrara.
Non contento, si prestò per la formazione di arti e mestieri in un centro europeo a San Servolo di Venezia.
Nel 2000, dopo aver messo da parte l'insegnamento, Emanuele iniziò ad ampliare il campo dei suoi interessi artistici, dedicandosi alla decorazione murale e agli arredi, alla realizzazione di splendidi acquerelli e al rendering.
Nel 2014 è stato pubblicato, dall'inglese Korero Press, il volume Sex and Horror, che ne raccoglie le più significative cover.

## Filmografia
Scenografia
- Giulietta degli spiriti di Federico Fellini (1964)
- Il viaggio di G. Mastorna, detto Fernet di Federico Fellini (1965)
- Tre pistole contro Cesare di Enzo Peri (1966)
- L'harem di Marco Ferreri (1967)
- Odissea (sceneggiato Rai di Franco Rossi del 1968)
- Il giovane normale di Dino Risi (1969)
- Jekyll (sceneggiato Rai di Giorgio Albertazzi del 1969)
- Eneide (sceneggiato Rai di Franco Rossi del 1971)
- Gli ordini sono ordini di Franco Giraldi (1972)
- La più bella serata della mia vita di Ettore Scola (1972)
- Senza famiglia, nullatenenti cercano affetto di Vittorio Gassman (1972)
- Teresa la ladra di Carlo Di Palma (1973)
- Mordi e fuggi di Dino Risi (1973)
- Il mio nome è Nessuno di Sergio Leone/Tonino Valeri (del 1973; vi lavorò come aiuto scenografo assieme a Dino Leonetti)
- Marco Polo (sceneggiato televisivo di Giuliano Montaldo del 1982)
- Il viaggio di Capitan Fracassa di Ettore Scola (del 1990; ne realizzò anche la locandina pubblicitaria)
- Occhio Pinocchio di Francesco Nuti (1994)

## Opere
Illustrazioni per le copertine di serie a fumetti
- La Poliziotta (1980-1987, Edifumetto)[5]
- Sukia (1978-1986, Edifumetto)[6]
- Ulula (1981-1984, Edifumetto)[7]
- Vipera bionda (1977-1980, Edifumetto)[8]
- Wallestein il mostro (1972-1982, Edifumetto)[9]
- Zora la vampira  (1972-1985, Edifumetto)[10]
- Zora la vampira Serie oro (1982, Edifumetto)[11]

## Riconoscimenti
- Mostra "Maestria e versatilità. L'arte illustrativa di Emanuele Taglietti", Lucca, 2019[12]